# Jui (nomarca)
| Aa1 | G43 | M17 | A3 |

| Aa1 | G43 | M17 | A3 |

Jui fue un nomarca de Abidos durante la sexta dinastía. Era un personaje importante, nomarca en el momento en que Abidos surgía como el centro religioso y administrativo que posteriormente ejerció el control sobre el Alto Egipto, y su esposa Nebet también tenía un alto cargo: fue chaty de Pepi I. Se les conoce por una estela encontrada en la necrópolis de Abidos, la estela de Nebet y Jui, en la que se nombra al matrimonio, a sus dos hijas, Anjesenpepi I y Anjesenpepi II (que casaron ambas con Pepi I) y a su hijo varón Dyau.
Nebet fue nombrada chaty por el faraón Pepi I, su yerno, aunque se desconoce si ejerció al mismo tiempo que Uni. Fue la primera mujer de la que consta que ostentó el cargo.
Anjesenpepi I fue madre de Merenra I y de la princesa Neit, y Anjesenpepi II, madre de Pepi II y reina regente. Dyau fue nomarca de Tinis y chaty con Pepi I, Merenra I y Pepi II, al que sirvió como tutor.

### Citas
1. ↑  Strudwick, Leprohon: op. cit., pág. 395.
2. ↑  Dodson y Hilton: op. cit. pp. 19 y 76-77.
3. ↑  Grimal: op. cit. pág. 89.